# Moe Kare!!
Moe Kare!! är en mangaserie av Gō Ikeyamada.

## Utgivning
- Böcker: 7 st (Bara utgivna i Japan hittills)
- Genrer: Shoujo, Komedi, Kärlek